# Théorie de l'ADN immortel
 (septembre 2009).
L’hypothèse de l’ADN immortel (Immortal DNA strand hypothesis) a été émise en 1975 par John Cairns et stipule que durant la mitose (c'est-à-dire division cellulaire), les cellules souches adultes co-ségrégent les brins parentaux (matrices) de leur ADN[1]. En conséquence une des cellules filles, celle dont le destin est de rester souche, hérite de tous les brins parentaux, alors que l’autre cellule, dont le destin cellulaire est de se différencier (c'est-à-dire arrêter la mitose et de se spécialiser dans certaines fonctions), hérite des brins néosynthétisés.  
L’une des conséquences de ce phénomène est que la cellule souche ainsi se protège des mutations qui peuvent résulter d’erreurs lors de la réplication de l’ADN et ainsi diminuer les risques de troubles génétiques tels que les cancers.
Bien qu’il existe des preuves expérimentales arguant en faveur de ce mécanisme, il n’est à ce jour toujours pas démontré que le phénomène ait lieu in vivo.

## Méthode
Deux types d’approches ont été utilisés pour observer le phénomène. L’un consistant à marquer tous les brins de l’ADN et ainsi suivre la rétention des brins matrices (label rétention assay) et l’autre consistant à marquer le brin néosynthétisé et ainsi suivre son exclusion de la cellule souche (label-release assay). 
Lorsque l’on souhaite suivre le brin matrice, un analogue de thymidine (l’une des 4 bases de l’ADN) est incorporé durant la phase S de la mitose dans l’ADN. Si l’on laisse les cellules suffisamment longtemps en présence de l’analogue, les deux brins de l’ADN seront marqués. Puis en absence d’analogue de thymidine, le brin néosynthétisé sera alors formé sans ce dernier permettant de discriminer entre le brin matrice (ou la thymidine a été substituée par l’analogue) et le brin néosynthétisé (libre de tout analogue).
En ce qui concerne l’autre approche la technique reste la même, mais seul le brin néosynthétisé est marqué par l’analogue, qui n’est fourni que sur de courtes périodes cette fois-ci, permettant une fois de plus de discriminer entre les deux brins.

## Preuves expérimentales
Le phénomène de coségrégation du brin matrice de l’ADN a été observé dans différents systèmes. 
Les premières observations ont été faites dans les racines des plantes Vicia faba et Triticum boeoticum par Karl Lark et al. [2] en substituant à la thymidine de la thymidine tritiée. 
L’observation qui a été faite est que l’analogue de thymidine avait tendance à se retrouver en grande majorité dans une seule des 2 cellules filles, allant dans le sens d’une coségrégation du brin matrice de l’ADN. Plus tard, des études faites dans les cellules souches de la crypte intestinale par Potten et al. ont également montré que  ces dernières étaient capables de coségréger le brin matrice de l’ADN grâce à l’administration d’analogues de thymidine et de thymidine tritiée[3]. 
La thymidine tritiée administrée lors du développement postnatal de souris a permis de marquer le brin matrice de l’ADN. Sachant que ces cellules sont en continuel renouvellement pour assurer le renouvellement de la paroi intestinale, appuyé par le fait que l’administration d’un analogue de thymidine montre que ces cellules cyclent en permanence, et trouvant malgré cela des cellules retenant le marquage sur de très longues périodes (Labeled Retaining Cells ou LRCs) alors qu’elles auraient dû le diluer et passer sous le seuil de détectabilité, les auteurs en concluent que ces cellules coségrégent le brin matrice de l’ADN[3].
Depuis, de nombreuses autres observations ont été faites. Dans les cellules souches des glandes mammaires de la souris en 2005 par Gilbert Smith [4] ou dans les cellules souches neuronales qui retiennent l’analogue de thymidine tout en étant mitotiquement active par Derek van der Kooy[5]. La ségrégation asymétrique de l’ADN a été également montrée par vidéomicroscopie dans le laboratoire du Dr. Shahragim Tajbakhsh [6], dans les cellules satellites qui sont les cellules souches du muscle squelettique. 
Ces chercheurs ont également montré que la cinétique de dilution de l’analogue de thymidine est en accord avec le mécanisme de coségrégation du brin matrice de l’ADN, et ce, utilisant deux paradigmes différents : la croissance juvénile et la régénération après une blessure. Ces expériences ont été confirmées en 2007 par Michael Conboy et al [7] durant la régénération du muscle squelettique. Pour ce faire, les auteurs ont marqué le brin néosynthétisé et ont montré que la cellule conservant les caractères les plus souches héritaient des anciennes chromatides, alors que les cellules héritant des brins néosynthétisés ont des caractères de cellules plus différenciées.
Plus récemment, la coségrégation du brin matrice de l’ADN a été montrée dans d’autres organismes comme la Drosophile [8] ou chez la bactérie E.coli[9]. Enfin des modèles mathématiques ont été établis montrant que le nombre de mutations accumulées au cours de la vie d’un individu et pouvant conduire à l’apparition de cancers était compatible avec l’hypothèse de coségrégation de l’ADN, supportant l’idée que les cellules souches se protégeraient des mutations par ce mécanisme. Ce mécanisme rend même plus efficace la réparation de l’ADN si la coségrégation des brins matrices se produit [10] [11].
Il faut cependant garder à l’esprit que toutes ces expériences se fondent sur l’administration de thymidine tritiée ou d’analogues de thymidine qui peuvent interagir avec le mécanisme et engendrer des artéfacts. Il faut également prendre en compte le fait que la plupart des études sont réalisées in vitro et nécessitent la confirmation des résultats in vivo. De plus, la cinétique exacte de ces cellules souches ainsi que leur identification non ambiguë doit être réalisée avant toute étude, ce qui n’est pas toujours le cas. Certaines études ont montré l’absence de coségrégation du brin matrice de l’ADN. Dans l’embryon de C.elegans, un organisme modèle faisant partie de la famille des vers [12] par exemple ou les cellules souches du follicule pileux chez la souris [9,13].

## La théorie aujourd’hui
Depuis qu’elle a été émise par J.Cairns en 1975, l’hypothèse de l’ADN immortel a connu quelques raffinements, notamment sur l’aspect épigénétique qui n’était pas un champ développé de la biologie à cette époque. En effet, non seulement la coségrégation des brins matrices de l’ADN permet d’éviter l’accumulation d’erreurs dues à la réplication de l’ADN, mais également de conserver les marques épigénétiques spécifiant l’état d’activation ou de répression des gènes. Ainsi, il n’y aurait pas besoin de respécifier les marques épigénétiques sur les cellules restant souches, alors que les cellules, dont le destin est la différenciation, pourraient modifier leurs marques épigénétiques.

## Mécanisme
La découverte du mécanisme gouvernant ce phénomène permettrait de prouver ce concept. Certaines observations expérimentales semblent impliquer le moteur dyneine qui permet la séparation des chromosomes [14]. Cependant, ces expériences sont controversées.     